# Edurne (cantante)
Edurne García Almagro, nota semplicemente come Edurne (Madrid, 22 dicembre 1985), è una cantante, attrice e conduttrice televisiva spagnola.

## Biografia
Originaria di Madrid, ha avuto alcune apparizioni in serie TV spagnole nei primi anni 2000.
Nel 2005 ha partecipato, giungendo sesta, alla quarta stagione del talent-show televisivo Operación Triunfo. Nel periodo successivo ha firmato un contratto con la Sony BMG Spagna e ha pubblicato l'eponimo album d'esordio. Questo disco contiene i suoi primi singoli di successo: Despierta e Amores dormidos. Nel 2007 ha pubblicato il suo secondo album in studio Ilusión, seguito dal testo disco Première uscito nel giugno 2008. Dal 2007 al 2013 ha lavorato a teatro nel cast del musical Grease, El musical de tu vida.
Ha pubblicato altri due dischi nel 2010 e nel 2013. Nella stagione 2013-2014 ha anche partecipato vincendo (ha battuto in finale la collega Melody) al talent televisivo Tu cara me suena il cui format in Italia è diventato Tale e quale show. Nel gennaio 2015 viene selezionata come concorrente rappresentante la Spagna all'Eurovision Song Contest 2015, dove gareggia con il brano Amanecer. Alcuni mesi dopo incide anche la versione in inglese della stessa canzone.
Negli anni successivi è molto impegnata in televisione, per 5 anni consecutivi partecipa come giudice alla trasmissione Got Talent España trasmessa da Telecinco e dopo alcune partecipazioni come ospite speciale in alcune serie televisive ottiene un ruolo fisso nella serie Servir y proteger.
Fin dal suo debutto televisivo è stata scelta come testimonial di diverse campagne pubblicitarie che vanno dai prodotti di bellezza, alle auto all'abbigliamento.

### Vita privata
È sposata con David de Gea, calciatore spagnolo, da cui ha avuto una figlia.

## Discografia
Album studio
- 2006 - Edurne
- 2007 - Ilusión
- 2008 - Première
- 2010 - Nueva piel
- 2013 - Climax
- 2015 - Adrenalina
- 2020 - Catarsis